# 嘉麻郡
嘉麻郡（日语：／ Kama gun */?）是過去位于日本福岡縣的郡，已於1896年2月26日與穗波郡合併為嘉穗郡。
當時管轄的大部分町村在經過多次合併後，多數地區已嘉麻市，少部分地區則被併入飯塚市。

## 歷史
- 1889年4月1日：實施町村制，嘉麻郡下設：熊田村、碓井村、稻築村、大隈村、宮野村、千手村、足白村、笠松村、頴田村、庄內村。
- 1892年1月18日：大隈村改制為大隈町。
- 1896年2月26日：與穗波郡合併為嘉穗郡。